# Yohanis Tjoe
Yohanis Tjoe (sinh ngày 19 tháng 7 năm 1985) là một cầu thủ bóng đá người Indonesia hiện tại thi đấu cho Persipura Jayapura ở Indonesia Super League ở vị trí hậu vệ 

## Sự nghiệp quốc tế
Anh có màn ra mắt cho Indonesia trận giao hữu trước Cameroon ngày 25 tháng 3 năm 2015.

## Danh hiệu

### Danh hiệu câu lạc bộ
Persipura Jayapura
- Indonesia Super League (1): 2010–11
- Indonesian Inter Island Cup (1): 2011